# Campionati europei di dressage 2009
I Campionati europei di dressage 2009 si sono svolti a Windsor, in Gran Bretagna. 

## Podi
| Evento              | Oro                  | Argento              | Bronzo               |
| Dressage freestyle  | Adelinde Cornelissen | Edward Gal           | Laura Bechtolsheimer |
| Dressage GP Special | Edward Gal           | Adelinde Cornelissen | Anky van Grunsven    |
| Gara a squadre      | Paesi Bassi          | Regno Unito          | Germania             |

## Medagliere
| Posiz. | Nazione     | Oro | Argento | Bronzo | Totale |
| ------ | ----------- | --- | ------- | ------ | ------ |
| 1      | Paesi Bassi | 3   | 2       | 1      | 6      |
| 2      | Regno Unito | 0   | 1       | 1      | 2      |
| 3      | Germania    | 0   | 0       | 1      | 1      |
| Totale | Totale      | 3   | 3       | 3      | 9      |